# Думбрава (Марамуреш)
Думбрава (рум. Dumbrava) насеље је у Румунији у округу Марамуреш у општини Таргу Лапуш. Oпштина се налази на надморској висини од 371 m.

## Становништво
Према подацима из 2002. године у насељу је живело 247 становника, од којих су сви румунске националности.